# 오쿠다이라 다이켄
오쿠다이라 다이켄(奥平 大兼, 2003년 9월 20일 ~ )는 일본의 배우이다. 도쿄도 출신. 스타더스트 프로모션 제작2부 소속. 신장은 173cm, 혈액형은 O형.

## 약력
중학교 1학년 겨울, 하교 길에 친구와 도쿄도 시부야구 시부야역의 개찰구에 고립되어 있던 때에 스카우트되어되어 연예계 들어갔다. 중학교 시절에는 동아리 활동을 우선하였으며, 연예 활동에는 소극적이었다.
2018년 11월 ‘공부 때문’이라는 이유로, 영화 《MOTHER 마더》의 오디션에 도전 당초 연기엔 미숙했으나, 수백 명의 응모자 중에서 메인 역할의 슈헤이 역에 발탁되었다. 역할 연구를 위해서 식사 조절하고, 어머니와의 관계에 농락 당하는 아들이라는 어려운 역을 맡아 눈길을 모았다.
2020년에는 《사랑하는 어머니들》로 드라마 첫 출연했다.

## 인물
- 취미는 예술 감상, 클래식 피아노.[1]

- 특기는 가라데(초단), 농구.[1]

- 좋아하는 음식은 아히죠, 싫어하는 음식은 고추.[6]

- 동경하는 배우는 야마다 타카유키.[4]

## 출연 작품
역할의 굵은 표시는 주연 작품

### 영화
- MOTHER 마더 (2020년 7월 3일, 스타 샌즈 / KADOKAWA) - 슈헤이 역
- 마이 스몰 랜드 (2022년 5월 6일, 반다이 남코 아트) - 사키야마 소우타 역
- 뜨거운 가슴의 설레임 (2023년 1월 27일, 이온 엔터테인먼트/S.D.P) - 카와야나기 미츠테루 역
- 극장판 네메시스 황금 나선의 수수께끼 (2023년 3월 31일, 워너 브라더스 재팬) - 히메카와 츠루 역
- 빌리지 (2023년 4월 21일, 스타 샌즈 / KADOKAWA) - 카케 류타 역
- 너는 방과 후 인섬니아 (2023년 6월 23일, 포니 캐년) - 주연·나카미 마루타 역
- PLAY!~이길 것인지 질 것인지, 어찌되던 좋아~ (2024년 3월 8일, 해피넷 팬텀 스튜디오) - 주연·군지 쇼타 역
- GEMNIBUS vol.1 「프레일」(2024년 8월 2일, 쇼치쿠) - 소메시마 스미코 역
- Cloud 클라우드 (2024년 9월 27일, 도쿄 테아토르/닛카츠) - 사노 역

### 단편 영화
- 단편 옴니버스 영화 GEMNIBUS vol.1 〈Frailty〉(2024년 6월 28일, TOHO NEXT) - 주연·혼다 아키라(17세 인물) 역

### WEB·전달 영화
- 퍼레이드 (2024년 2월 29일, 넷플릭스) - 료 역

### 텔레비전 드라마
- 사랑하는 어머니들 (2020년 10월 23일 ~ 12월 18일, TBS) - 하야시 다이스케 역[8]
- 연애 만화가 제1화·제3화·제5화 ~ 제7 화 (2021년 4월 8일·22일·5월 6일 ~ 20일, 후지 TV) - 카리베 쥰 (사춘기) 역
- 네메시스 제4화·제6화·제8화 ~ 최종화 (2021년 5월 2일·16일·30일 ~ 6월 13일, NTV) - 히메카와 죠우 역
- 기묘한 이야기 '21 가을 특별편 〈우등생〉 (2021년 11월 6일, 후지 TV) - 미야모토 케이스케 역
- 배우 단편 영화 2 〈이야기〉(2022년 2월 6일, WOWOW) - 주연·유우야 역
- 졸업식에, 카미야 시코는 없다 (2022년 2월 27일 ~ 2022년 3월 27일, NTV) - 테라시마 후미야 역
- ZIP! 아침 드라마 〈사요나라의 그 전에 Fantastic 31 Days〉 (2022년 3월 1일 ~ 31일, NTV) - 츠바키 소라 역
- 국제 공동 제작 드라마 〈마이 스몰 랜드〉 (2022년 3월 24일, NHK BS1) - 사키야마 소우타 역
- 새벽 첫차의 살풍경 (2022년 11월 4일 ~ 2022년 12월 9일, WOWOW) - 주연·카오기 역
- 최고의 교사 1년 후, 나는 학생에게 ■당했다 (2023년 7월 15일 ~ 2023년 9월 23일, NTV) - 호시자키 토오루 역
- 오늘의 케케케 (2024년 3월 26일, NHK 종합, NHK BS 프리미엄 4K) - 신도 코타로 역

### WEB·전달 드라마
- 사랑하는 남자들 제4화 (2020년 11월 20일, Paravi) - 하야시 다이스케 역

### PV
- 사이토 소우마 〈팔레트 (パレット)〉 (2020년)

### 광고(CM)
- 반다이 남코 엔터테인먼트 〈테일즈 오브 크레스트 리어〉 (2020년)
- NTT 도코모 〈도코모의 롱 학생 할인 『고등학교 1000일의 짝사랑』〉  (2021년)
- 오츠카 제약 〈칼로리 메이트〉 〈미드나잇 트레인〉편 (2021년)
- 아플락 〈제대로 의지할 수 있는 개호보험〉 〈할아버지 아이〉 〈돈 부담〉 〈여기저기서 고민〉편 (2021년)

## 수상 경력
- 2020년도
  - 제44회 일본 아카데미상 신인 배우상 (MOTHER 마더)[9]
  - 제94회 키네마 준보 베스트 텐 신인남우상 (MOTHER 마더)[10]
  - 제63회 블루 리본상 신인상 (MOTHER 마더)[11]
  - 제30회 일본 영화 비평가 대상 신인 남자배우상 (MOTHER 마더)
- 2023년도
  - 제15회 TAMA 영화상 최우수 신진남우상 (뜨거운 가슴의 설레임, 극장판 네메시스 황금 나선의 수수께끼, 빌리지, 너는 방과 후 인섬니아)